# لافکین (تگزاس)
لوفکین، تگزاس(به انگلیسی: Lufkin, Texas) شهری در ایالت تگزاس از ایالات جنوبی ایالات متحده آمریکا است. در سرشماری سال ۲۰۰۰، جمعیت این شهر ۳۶۸۳۰ نفر اعلام شد.